# Fundación Reina Sofía
La Fundación Reina Sofía (in italiano Fondazione Regina Sofia) è un ente privato spagnolo senza scopo di lucro, attivo negli ambiti sociale, della salute, dell'istruzione, dell'ambiente e delle donne.

## Storia
La Fundación Reina Sofía venne creata il 17 maggio 1977, attraverso un capitale concesso da Sofia di Grecia, all'epoca regina consorte di Spagna. Con il decreto del 2 ottobre 1981, il Ministero del Lavoro e degli Affari Sociali riconobbe la Fondazione come un ente privato di beneficenza, dipendente perciò dal Protettorato delle Fondazioni del Ministero della cultura e dello sport. La Fondazione non è mai rientrata nell'obbligo normativo di sottoporre i propri bilanci annuali a revisioni contabili. Tuttavia, dal 2004, è stato deciso ugualmente di presentarli alla contabilità, per verificare la situazione patrimoniale della Fondazione e la corrispondenza tra le finanze impiegate ogni anno per consentire lo svolgimento delle sue attività e i risultati di queste.

## Organizzazione
La Fundación Reina Sofía è costituita dai seguenti organi:
- Presidenza;
- Consiglio di Fondazione;
- Comitato Esecutivo.

### Presidenza
Il titolare della Presidenza è a capo del Consiglio di Fondazione e del Comitato Esecutivo ed esercita le funzioni che gli vengono attribuite dagli Statuti.
Secondo l'articolo 15 degli Statuti, la regina consorte di Spagna, qualora non ricopra la carica di presidente, ha diritto a richiederla in qualsiasi momento.
Se, invece, non può ricoprirla, detiene la facoltà di nominare qualcun altro al suo posto. Se neanche la sua designazione è possibile, spetta al Consiglio di Fondazione, con un minimo di due terzi dei suoi membri, proporre al Capo di Stato tre candidati.

#### Presidenti
- Sofia di Grecia (dal 1977).

### Consiglio di Fondazione
È costituito da un minimo di sei membri e da un massimo di dieci, ognuno dei quali viene nominato dal presidente, deve avere pieni diritti civili ed essere abilitato allo svolgimento di funzioni pubbliche. È l'organo governativo della Fondazione, occupandosi di gestirla attraverso le seguenti funzioni:
- Decidere la gestione generale del patrimonio della Fondazione, allo scopo di determinare la sua conservazione, il suo sviluppo e la redditività dei suoi progetti;
- Stabilire i programmi di azione per ciascun ambito in cui opera la Fondazione;
- Approvare le rettifiche e le attività svolte;
- Interpretare gli Statuti e risolvere i problemi che ostacolano il funzionamento della Fondazione;
- Gestire pienamente il patrimonio della Fondazione, con qualsiasi tipo di atto amministrativo e di controllo;
- Amministrare la contabilità della Fondazione ed elaborare i bilanci annuali;
- Delegare al Comitato Esecutivo le responsabilità che ritiene opportune;
- Stabilire quante persone devono costituire i Consigli Consultivi di ogni organo della Fondazione.

Infine, il presidente nomina tra i membri del Consiglio di Fondazione un suo vice e un segretario. Quest'ultimo svolge anche le funzioni che gli vengono delegate dal presidente e dal Consiglio.

#### Composizione
Al mese di giugno del 2023 la composizione del Consiglio di Fondazione è la seguente:
- Membro: Domingo Martínez Palomo (Vicepresidente della Fondazione);
- Membro: Alfonso Sanz Portolés;
- Membro: Arturo Luis Coello Villanueva;
- Membro: Laura Hurtado de Mendoza y Maldonado;
- Membro: Eugenia Simón Sánchez;
- Membro: José Luis Nogueira Guastavino (Segretario della Fondazione).

### Comitato Esecutivo
È l'organo che si occupa di applicare gli accordi e le linee generali stabilite per l'organizzazione dal Consiglio di Fondazione.
Ne fanno parte quattro membri del Consiglio di Fondazione delegati dal presidente. In ambito interno, il Comitato regola anche le assunzioni e i licenziamenti dei funzionari della Fondazione, mentre in ambito esterno si occupa di quanto gli viene delegato dal Consiglio di Fondazione.

#### Composizione
Al mese di giugno del 2023 la composizione del Comitato Esecutivo è la seguente:
- Arturo Luis Coello Villanueva (Presidente della Fondazione);
- Laura Hurtado de Mendoza y Maldonado;
- Eugenia Simón Sánchez;
- José Luis Nogueira Guastavino (Segretario della Fondazione).

## Attività

### Modalità di azione
La Fundación Reina Sofía può lavorare ai propri progetti anche in collaborazione con altri enti o persone. Viene sostenuta economicamente da donazioni individuali, da enti o dalla locazione di eventuali immobili.
Persegue i propri scopi promuovendo e finanziando attività inerenti ai suoi campi d'azione, concedendo borse di studio e sussidi finanziari, istituendo concorsi e premi artistici, letterari e scientifici e assistendo istituzioni e centri dedicati a obiettivi affini.

### Progetti
È dal 1996 che la Fondazione ha avviato i "viaggi di cooperazione internazionale", per collaborare con gli altri paesi a iniziative edilizie, educative, di ricerca biomedica e sul microcredito. A livello mondiale i progetti della Fondazione si concentrano soprattutto sull'America centrale e l'Africa occidentale. Stanziò nel 2008 6 milioni di euro per la ricerca sulle malattie neurodegenerative. Oltre all'ambito prettamente scientifico, si occupa anche di aumentare la consapevolezza sociale sul bisogno di contribuire alla ricerca su questo tipo di patologie.
Con il Piano d'Azione per il 2023 la Fondazione ha definito un'intensificazione dei rapporti con i Banchi Alimentari, la realizzazione di iniziative con delle ONG e il sostegno alle vittime della guerra in Ucraina. Ha iniziato a collaborare con il Consiglio superiore delle ricerche scientifiche per l'ottenimento di bioplastiche sostenibili e per uno studio quinquennale per la conservazione del gatto selvatico in Spagna.
Gli scopi generali della Fondazione sono i seguenti:

### Ambito sociale
- Sostenere e tutelare le istituzioni d'assistenza sociale;
- Sostenere e integrare nella società le persone con disabilità, operando anche nei campi della prevenzione e dell'educazione speciale.

### Ambito culturale
- Promuovere lo sviluppo degli studi delle necessità fisiche, intellettuali e spirituali delle persone, nonché la loro connessione con la società;
- Promuovere e proteggere le tradizioni spagnole, costituenti l'identità nazionale;
- Promuovere la musica;
- Promuovere e realizzare studi sulle comunità che costituiscono la Spagna e sulle manifestazioni della sua cultura;
- Promuovere e intraprendere attività che contribuiscono ai rapporti culturali tra il popolo spagnolo e altri;
- Promuovere la conoscenza del patrimonio artistico e naturalistico nazionale, collaborando con enti statali e privati alla loro conservazione;
- Promuovere la ricerca storica e il suo ruolo nel futuro della cultura.

### Ambito educativo
- Promuovere e tutelare le istituzioni educative.

## Il Centro Alzheimer
Il Centro Alzheimer de la Fundación Reina Sofía è un centro impegnato nel trattamento dei pazienti affetti dal morbo di Alzheimer e nella ricerca sulla malattia.

### Storia e attività
Nel 2001 la Segreteria della regina Sofia cominciò a raccogliere informazioni sul morbo di Alzheimer. A giugno 2002 fu indetto un concorso architettonico per scegliere il progetto per l'edificio futuro del Centro e nel mese di dicembre la regina e il re Juan Carlos I presentarono ufficialmente il Progetto Alzheimer.
Nel febbraio 2004 venne accordata la costruzione del Centro e a settembre si svolse il I⁰ Simposio sui Progressi nella Ricerca sulla malattia di Alzheimer. Nel 2005 la Fondazione strinse una collaborazione al finanziamento di programmi di ricerca con la Fundación de Investigación Médica Mutua Madrileña e nel 2006 si accordò con la Fundación Centro de Investigación de Enfermedades Neurológicas per la gestione dell'Unità di Ricerca del Progetto.
Nel marzo 2007 si tenne l'inaugurazione del Centro, che a giugno iniziò ad accogliere i primi pazienti. Nel 2011 la regina Sofia ospitò a Madrid il Vertice Mondiale sui progressi nella ricerca sull'Alzheimer. Nel 2012 circa è stato avviato il Progetto Vallecas, volto a identificare eventuali fattori di deterioramento cognitivo precoce, in modo da prevederlo nelle persone sane.

### Struttura
Il Centro è costituito da tre aree:
- L'Unità di Ricerca, ceduta dal Centro de Investigación de Enfermedades Neurológicas;
- Il Centro di Formazione, specializzato in demenza;
- Il Centro Assistenziale, comprendente una parte residenziale con 156 posti, un centro diurno con 40 posti e un altro con 20 posti per il riposo delle famiglie nei fine settimana. La sua gestione spetta al Dipartimento degli Affari Sociali della Comunità di Madrid.